# Penionomus
Penionomus là một chi nhện trong họ Salticidae.